# Super Agoraphobie-Therapie
Super Agoraphobie-Therapie (Originaltitel: Town House) ist ein Roman der Autorin Tish Cohen, der 2009 beim Luchterhand Literaturverlag erschien. Die englischsprachige Ausgabe erschien 2007 bei Harper Perennial.

## Hintergrund
Die Autorin schrieb das Buch in dreieinhalb Wochen. Die Filmrechte wurden von Ridley Scotts Filmproduktionsunternehmen gekauft. Fox 2000 sicherte sich bereit 2005 eine Option für die Verfilmung. Für die Regie war John Carney vorgesehen, der im Juli 2007 einen Vertrag mit Fox 2000 unterzeichnete. Für die Hauptrollen waren Ende Oktober 2009 Zach Galifianakis und Amy Adams im Gespräch. Die Verfilmung sollte im August 2010 beginnen. Das Filmprojekt wurde allerdings bis heute nicht umgesetzt. 2020 ist ein englischsprachiges Hörbuch erschienen.

## Handlung
Jack Madigan ist ein geschiedener Vater. Mit seinem Sohn Harlan lebt er in einem alten Herrenhaus im Zentrum von Boston. Er ist von Beruf Farbberater, bezahlt jedoch seine Rechnungen aus dem von seinem Vaters Baz Madigan ererbten Vermögen, das langsam zur Neige geht. Baz Madigan war eine Rock-Legende und ist an einem Schildkrötenbiss früh verstorben. Da Jack Madigan auf Grund einer Agoraphobie sein Haus nur nach Einnahme  von Beruhigungsmitteln und in Begleitung seines Sohnes verlassen kann, lebt er am Rande der Armut.
Es stellt sich heraus, dass Jack sein Herrenhaus wegen einer Hypothekenforderung verkaufen muss, wenn er für die ausstehenden Zahlungen nicht aufbringen kann. Die Bank sendet zunächst weitere Mahnungen, mit der Zeit aber schließlich die Immobilienmaklerin Dorrie Allsop. Während sie versucht, das Haus zu verkaufen, tut Jack sein Bestes, um dies zu verhindern. Dabei ist er im Konflikt mit sich selbst, weil er sich heimlich in Dorrie Allsop verliebt hat. Währenddessen entdeckt Lucie, die jüngste Tochter der Nachbarn, ein Loch in der Wand, welches nur mit Lumpen verschlossen ist. Durch dieses verschafft sie sich Zutritt zu Jacks Haus und freundet sich mit ihm an. Ihretwegen ist er später dazu gezwungen, das Haus ohne medikamentöse Hilfe zu verlassen und somit seine Platzangst zu bekämpfen. Sie schärft ihm ein, dass seine Panikattacken nur Schwindelgefühle, keine Schlaganfälle oder Herzinfarkte sind. Jack Madigan geht mit der Zeit eine Beziehung mit Dorrie Allsop ein, die nicht lange hält, weil er sie wegen einer unbedachten Aussage verletzt hat. Daraufhin findet sie einen Käufer für das Haus.
Kurz vor der Übergabe des Hauses hat Jack Madigan den Panzer der Schildkröte, die seinen Vater das Leben gekostet hat gefunden. Nicht nur, dass dieser ein Vermögen wert ist, es befindet sich auch ein Zettel darin, auf dem Jacks Name steht. Dadurch weiß er, dass sein Vater in seien letzten Atemzügen an ihn gedacht und sich um ihn gesorgt hat. Dies gibt ihm einen psychischen Aufschwung, der ihn  dazu bringt, zur Bank zu laufen und den Schildkrötenpanzer als Zahlung für die Hypothekenforderung zu erbringen, ohne davor angstlösende Medikamente eingenommen zu haben. Dadurch darf er zwar sein Haus behalten, gefährdet aber Dorrie Allsops Anstellung in deren Kanzlei. Er bemüht sich deshalb umso mehr um sie und gesteht, dass er sie liebt. Sie hegt danach ihm gegenüber mehr Wohlwollen.
Es bleibt offen, ob die beiden zusammenkommen und ob er seine Agoraphobie heilen kann.

## Rezeption
Kirkus Reviews attestiert dem Buch im März 2007 „eine Konstellation von Charakteren, deren Eigenheiten die Familie von Little Miss Sunshine wie Ozzie und Harriet aussehen lassen“. (The Adventures of Ozzie and Harriet war eine amerikanische Sitcom aus den 1950er und 1960er Jahren.)
Publishers Weekly beschrieb im Mai 2007 die Handlung als „formelhaft“, lobte jedoch, dass das Buch „großartig geschrieben“ sei. „Cohens Affinität zu ihren durchgeknallten Charakteren“ sei „ansteckend“.
The Globe and Mail bewertete das Buch Ende Mai 2007 folgendermaßen:  „es gibt mehr als skurrilen Charme und liebenswerte Seltsamkeit in den Charakteren, die Cohen erschafft.“  Der Roman wurde mit Alexander McCall Smiths Episoden-Roman 44 Scotland Street verglichen, wobei „Cohens Lucie eine nordamerikanische nahe Verwandte von McCall Smiths Bertie“ sei. Diese wurde als „unglaubliche Leistung“ bezeichnet.